# 杨光 (1955年)
杨光（1955年6月—），中國教育部社会科学司司长（2005年12月-?）、中国教育出版传媒集团董事长兼中共党组副书记（2013年5月-?）。北京师范大学党委出身。
文革時經歷不詳。1982年畢業於北京師範大學（1982年具體學位不明），文學學士，教育學碩士，副研究員。歷任北京師範大學黨委青年部干部、社會科學處副處長、北京師範大學校副秘書長、國家語委語言文字應用管理司司長（副司級）、中國教育部語言文字應用管理司副司長、司長、教育部社會科學司司長等。2005年12月任教育部社會科學司司長。1995年至1996年，曾在美國俄亥俄州立萊特大學作訪問學人。

## 教育政策
2004年時任教育部语言文字应用管理司司长，在第89届国际世界语大会说，「中国立法机关和各级政府为坚持语言的平等及维护语言的多样化与和谐统一作出了长期不懈的努力。宪法规定国家推广全国通用的普通话，从根本上保障了各民族语言和地方方言的使用和发展......多年来，中国政府主要从四个方面保护和发展少数民族语言和文字：第一，不断完善相关法律法规，依法保障各种语言一律平等的法律地位；第二，通过大力发展双语言教学，使少数民族青少年在首先学好本民族语言的基础上，学习、掌握国家通用语言；第三，在民族语言使用方面做出明确规定并付诸实施。第四，支持、帮助各民族整理语言文字、制定规范标准」